# Карымшина
Карымшина — древний супервулкан на полуострове Камчатка, Россия. Представляет собой горную систему в форме овала, длина которого составляет около 35 км. Расположен в 50 км к югу от Петропавловска-Камчатского. Открыт в 2007 году.
Супервулкан начал формироваться в конце олигоцена, хотя в это время его извержения были не сильными и не влияли на окружающую среду. В эти времена в долине начали изливаться базальты докальдерного этапа в юго-западной части кальдеры в долине реки Средняя Карымчина. Также в этих местах появлялись мелкие дацитовые, туфовые и риолитовые вулканы.
В период кальдерообразующего этапа (1,5 миллиона лет назад) начались сильные извержения в разных частях кальдеры с излияниями игнимбрита, а также формирование, потухшего на данный момент, вулкана Больше-Банная, верхне-паратунских горячих источников в долине реки Верхняя Паратунка и конуса Бабий камень вулкана Бархатная сопка.
Слабые извержения посткальдерного этапа начались примерно 1,3 миллиона лет назад. Началось образование риолитовых и риодацитовых экструзий. Иногда, при извержениях из них выбрасывались песчаники и алевролиты. В конце неоплейстоцена-начале голоцена в результате сильного вулканического взрыва немного южнее самой кальдеры произошло излияние игнимбрита и пемзы, это стало первым этапом формирования активного вулкана Горелый.
Начиная с голоцена в результате эрозии на дне кальдеры стали появляться современные аллювиальные отложения. Ученые не прогнозируют нового выброса пепла в атмосферу.